# Marko Kopljar
Marko Kopljar (Pozsega, 1986. február 12. –) horvát válogatott kézilabdázó, jelenleg a Füchse Berlin játékosa.

## Pályafutása
Kopljar a profi karrierjét az RK Zagrebben kezdte, ezzel a csapattal vett részt először nemzetközi kupában is, a 2004–2005-ös szezonban a Kupagyőztesek Európa-kupájában szerepelt. A legrangosabb európai kupában, a Bajnokok ligájában 2007 óta szerepel. 2012-ben szerződött Franciaországba, az élvonalba 2010-ben feljutó, de rohamosan erősödő Paris Saint-Germain Handball csapatához. A párizsi csapattal nyert bajnokságot és francia kupát is. A 2014. október 15-én lejátszott Chambéry Savoie HB elleni mérkőzésen Kopljar piros lapot kapott, miután Benjamin Gille vállába harapott. Sportszerűtlen tettéért a Francia kézilabda-szövetség két hónapra eltiltotta, és további négy hónapra felfüggesztett eltiltást kapott. 2015-től egy szezont az FC Barcelonában játsoztt, majd 2016-tól a Telekom Veszprém KC játékosa, ahová kétéves szerződést írt alá. A veszprémi csapatban nem sikerült meghatározó játékossá válnia, emiatt már 2017 márciusában hivatalossá vált, hogy egy szezon után elhagyja a bakonyi klubot és a német Füchse Berlinben folytatja pályafutását.
A horvát válogatottban is rendszeresen szerepel, nyert érmet már olimpián, világbajnokságon és Európa-bajnokságon is.

## Sikerei
- Horvát bajnokság győztese: 2005, 2006, 2007, 2008, 2009, 2010, 2011, 2012
- Francia bajnokság győztese: 2013, 2015
- Spanyol bajnokság győztese: 2016
- Magyar bajnokság győztese: 2017
- Magyar kupa győztese: 2017
- Olimpia bronzérmese: 2012
- Világbajnokság ezüstérmese: 2009
  - bronzérmes: 2013
- Európa-bajnokság ezüstérmese: 2010
  - bronzérmes: 2012, 2016